# Histórias (Heródoto)
Histórias (em grego clássico: Ἰστορἴαι; romaniz.: Historiai; em latim: Historiae) é uma obra produzida em nove livros por Heródoto de Halicarnasso usando o grego jônico. Escrita entre 440-430 a.C., tem como pano de fundo as Guerras Médicas (499–449 a.C.) travadas entre as poleis da Grécia e o Império Aquemênida. Cada um dos livros que a compõem foram dedicados a uma das musas, na ordem: Clio, Euterpe, Tália, Melpômene, Terpsícore, Erato, Polímnia, Urânia e Calíope.

## Estilo
Em sua introdução ao trabalho Genealogias, Hecateu de Mileto: escreveu 
Hecateus, o Milesiano, fala assim: Escrevo essas coisas como me parecem verdadeiras; pois as histórias contadas pelos gregos são várias e, na minha opinião, absurdas.
Isso aponta para a perspectiva "folclórica", embora "internacional" típica de Heródoto. No entanto, um estudioso moderno descreveu a obra de Hecataeus como "um curioso começo falso para a história", visto que, apesar de seu espírito crítico, ele falhou em libertar a história do mito. Heródoto menciona Hecateu em suas Histórias, em uma ocasião zombando dele por sua genealogia ingênua e, em outra ocasião, citando queixas atenienses contra sua maneira de lidar com sua história nacional. É possível que Heródoto tenha emprestado muito material de Hecateu, como afirmado por Porfírio em uma citação registrada por Eusébio. In em particular, é possível que ele tenha copiado descrições de crocodilo, hipopótamo e Fênix de Circunavegação do Mundo Conhecido de Hecateu ( Periegesis ' '/' 'Periodos ges' '), mesmo deturpando a fonte como "Heliopolita" (' 'Histórias' ' 2.73).

Mas Hecateu não registrou eventos que ocorreram na memória viva, ao contrário de Heródoto, nem incluiu as tradições orais da história grega dentro da estrutura mais ampla da história oriental.. Não há prova de que Heródoto tenha derivado o ambicioso escopo de sua própria obra, com seu grande tema de civilizações em conflito, de qualquer predecessor, apesar de muitas especulações acadêmicas sobre isso nos tempos modernos. Heródoto afirma estar mais bem informado do que seus predecessores ao confiar na observação empírica para corrigir seu excessivo esquematismo. Por exemplo, ele defende a assimetria continental em oposição à teoria mais antiga de uma terra perfeitamente circular com Europa e Ásia / África de tamanhos iguais ( Histórias 4,36 e 4,42). No entanto, ele mantém tendências idealizadoras, como em suas noções simétricas do Danúbio e do Nilo.

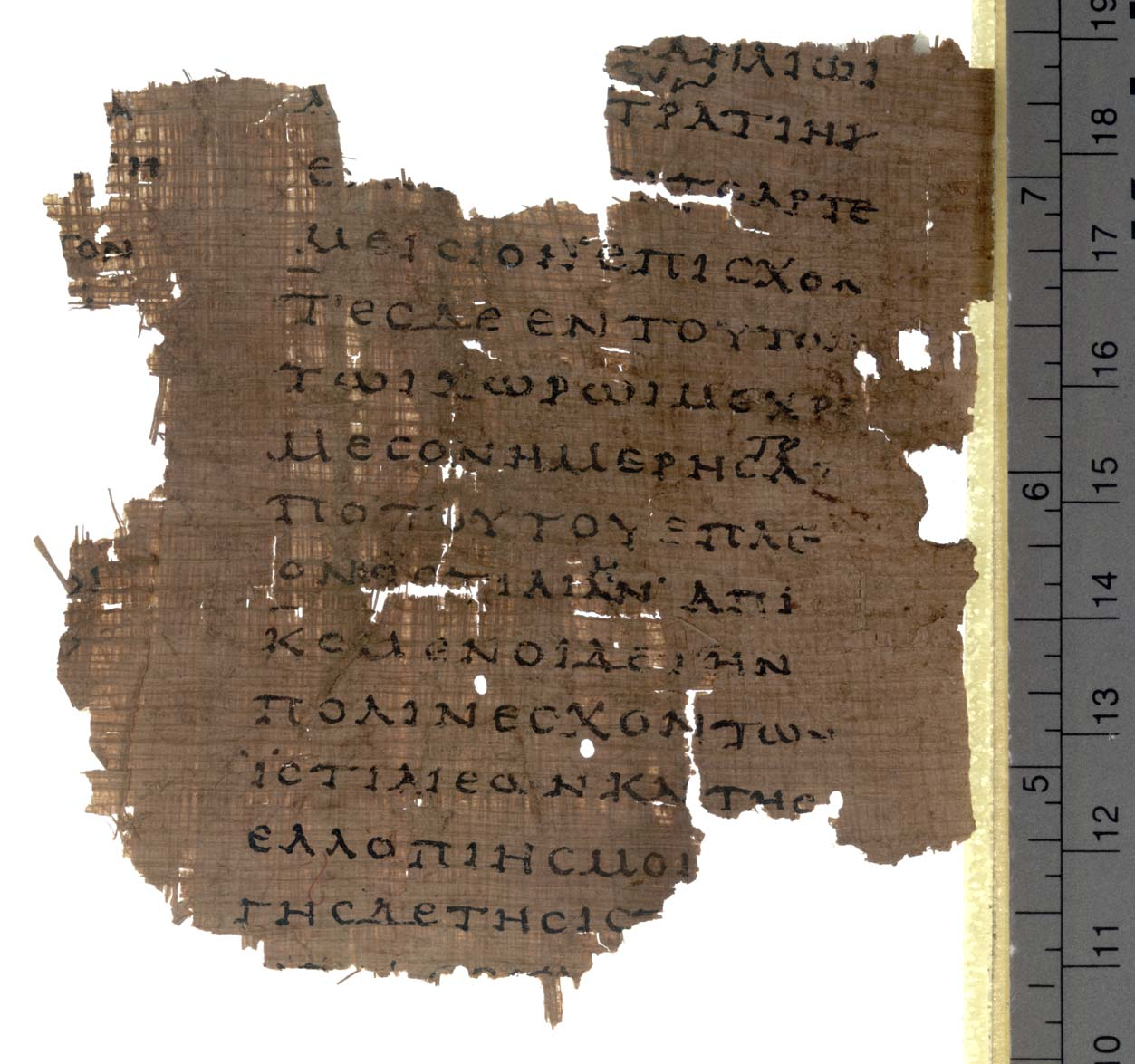
Fragmento das Histórias VIII em Papiros de Oxirrinco 2099, início do segundo século D.C.

Sua dívida para com os autores anteriores de "histórias" em prosa pode ser questionável, mas não há dúvida de que Heródoto deveu muito ao exemplo e inspiração de poetas e contadores de histórias. Por exemplo, os poetas trágicos atenienses forneceram-lhe uma visão de mundo de um equilíbrio entre forças conflitantes, perturbadas pela hubris dos reis, e forneceram à sua narrativa um modelo de estrutura episódica. Sua familiaridade com a tragédia ateniense é demonstrada em várias passagens que ecoam o Os Persas de Ésquilo, incluindo a observação epigramática de que a derrota da marinha persa em Salamina causou a derrota do exército terrestre ( Histórias 8.68 ~ Persae; 728). A dívida pode ter sido paga por Sófocles porque parece haver ecos de As histórias em suas peças, especialmente uma passagem em Antígona que se assemelha ao relato de Heródoto sobre o morte de Intaphernes (Histórias 3.119 ~ Antígona 904–920). No entanto, este ponto é uma das questões mais controversas dos estudos moderna.
Homero foi outra fonte de inspiração. "No esquema e plano de sua obra, na disposição e ordem das partes, no tom e no caráter dos pensamentos, em dez mil pequenas expressões e palavras, o aluno homérico aparece". Assim como Homero se valeu amplamente de uma tradição de poesia oral, cantada por menestréis errantes, Heródoto parece ter se valido de uma tradição jônica de contar histórias, coletar e interpretar as histórias orais que encontrou por acaso em suas viagens. Essas histórias orais frequentemente continham motivos de contos populares e demonstravam uma moral, mas também continham fatos substanciais relacionados à geografia, antropologia e história, todos compilados por Heródoto em um formato e estilo divertido.

## Modo de explicação
Heródoto escreve com o propósito de explicar; ou seja, ele discute o motivo ou a causa de um evento. Ele expõe isso no preâmbulo: "Esta é a publicação da pesquisa de Heródoto de Halicarnasso, para que as ações das pessoas não enfraqueçam com o tempo, de modo que as grandes e admiráveis conquistas de gregos e bárbaros não deixem de ser renomadas, e, entre outras coisas, para expor as razões pelas quais eles travaram guerra uns com os outros 
Este modo de explicação remonta a Homero, quem abriu a Ilíada perguntando:
 Entre eles qual dos deuses provocou o conflito?
 Apolo, filho de Leto e de Zeus. Enfurecera-se o deus
 contra o rei e por isso espalhara entre o exército 
 uma doença terrível de que morriam as hostes, 
 porque o Atrida desconsiderara Crises, seu sacerdote. 
Tanto Homero quanto Heródoto começam com uma questão de causalidade. No caso de Homer, "Entre eles qual dos deuses provocou o conflito?" No caso de Heródoto, "Por que os gregos e os bárbaros entraram em guerra uns com os outros?"
Os meios de explicação de Heródoto não postulam necessariamente uma causa simples; em vez disso, suas explicações cobrem uma série de causas e emoções potenciais. É notável, entretanto, que "as obrigações de gratidão e vingança são os motivos humanos fundamentais para Heródoto, assim como ... eles são o estímulo primário para a geração da própria narrativa".
Alguns leitores de Heródoto acreditam que seu hábito de vincular os eventos a motivos pessoais significa uma incapacidade de ver razões mais amplas e abstratas para a ação. Gould argumenta o contrário que isso é provável porque Heródoto tenta fornecer as razões racionais, como entendidas por seus contemporâneos, em vez de fornecer razões mais abstratas.

### Tipos de causalidade
Heródoto atribui causalidade a agentes divinos e humanos. Eles não são percebidos como mutuamente exclusivos, mas sim mutuamente interconectados. Isso é verdade para o pensamento grego em geral, pelo menos de Homero em diante. Gould observa que invocar o sobrenatural para explicar um evento não responde à pergunta "por que isso aconteceu?" mas sim "por que isso aconteceu comigo?" A título de exemplo, um trabalho de construção defeituoso é a causa humana do desabamento de uma casa. No entanto, a vontade divina é a razão pela qual a casa desaba no momento particular em que estou dentro. Foi a vontade dos deuses que a casa desabou enquanto um determinado indivíduo estava dentro dela, enquanto que foi a causa do homem que a casa tinha uma estrutura fraca e estava sujeita a cair.
Alguns autores, incluindo Geoffrey de Ste-Croix e Mabel Lang, argumentaram que o Destino, ou a crença de que "era assim que tinha que ser", é o entendimento final de Heródoto da causalidade. A explicação de Heródoto de que um evento "estava para acontecer" mapeia bem os meios de expressão aristotélicos e homéricos. A ideia de "isso iria acontecer" revela uma "descoberta trágica" associada ao drama do século V. Esta trágica descoberta também pode ser vista na Ilíada de Homero.
John Gould argumenta que Heródoto deve ser entendido como pertencendo a uma longa linha de contadores de histórias, ao invés de pensar em seus meios de explicação como uma "filosofia da história" ou "simples causalidade". Assim, de acordo com Gould, o meio de explicação de Heródoto é um modo de contar histórias e narração que foi transmitido de gerações anteriores:
 O senso de Heródoto do que estava "para acontecer" não é a linguagem de alguém que mantém uma teoria da necessidade histórica, que vê toda a experiência humana como limitada pela inevitabilidade e sem espaço para a escolha humana ou responsabilidade humana, diminuída e diminuída por forças muito grandes para compreensão ou resistência; é antes a linguagem tradicional de um contador de contos cujo conto é estruturado por sua consciência da forma que deve ter e que apresenta a experiência humana no modelo dos padrões narrativos que são construídos em suas histórias; o próprio impulso narrativo, o impulso para o 'encerramento' e a sensação de um final, é retrojetado para se tornar 'explicação'.

## Confiabilidade

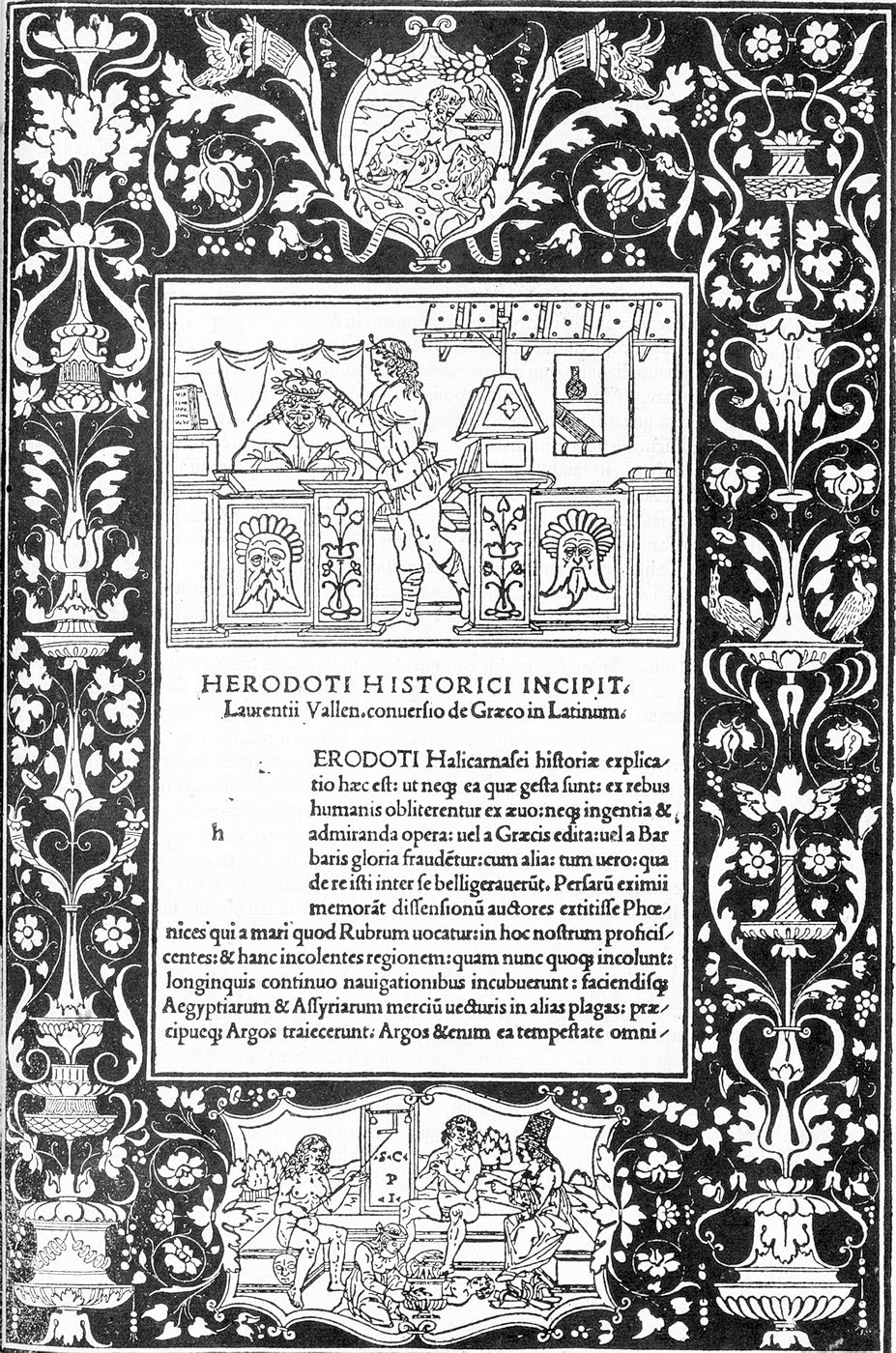
Dedicação nas Histórias, traduzida para o latim por Lorenzo Valla, Veneza 1494

A precisão das obras de Heródoto tem sido controversa desde sua própria época. Kenton L. Sparks escreve: "Na antiguidade, Heródoto adquiriu a reputação de não ser confiável, tendencioso, parcimonioso em seus elogios aos heróis e mentiroso". O historiador Duris de Samos chamou Heródoto de "traficante de mitos". Cícero ( Sobre as Leis I.5) disse que suas obras eram cheias de lendas ou "fábulas". A controvérsia também foi comentada por Aristóteles, Flávio Josefo e Plutarco. O gramático da escola de Alexandria escreveu um livro inteiro sobre "as mentiras de Heródoto". Luciano de Samósata chegou a negar ao "pai da história" um lugar entre os famosos nas Ilhas Afortunadas em sua Verae Historiae.
As obras de Tucídides freqüentemente recebiam preferência por sua "veracidade e confiabilidade", mesmo que Tucídides basicamente continuasse sobre os alicerces lançados por Heródoto, como em seu tratamento das Guerras Persas. Apesar dessas linhas de crítica, as obras de Heródoto foram em geral tidas em alta estima e consideradas confiáveis por muitos. Muitos estudiosos, antigos e modernos (como Estrabão, A. H. L. Heeren, etc.), citavam Heródoto rotineiramente.
Até hoje, alguns estudiosos consideram suas obras como sendo pelo menos parcialmente não confiáveis. Detlev Fehling escreve sobre "um problema reconhecido por todos", a saber, que Heródoto freqüentemente não pode ser tomado pelo valor de face. Fehling argumenta que Heródoto exagerou na extensão de suas viagens e inventou suas fontes. Para Fehling, as fontes de muitas histórias, conforme relatadas por Heródoto, não parecem críveis em si mesmas. Informantes persas e egípcios contam histórias que se encaixam perfeitamente nos mitos e na literatura grega, mas não mostram sinais de conhecer suas próprias tradições. Para Fehling, a única explicação confiável é que Heródoto inventou essas fontes e que as próprias histórias foram inventadas pelo próprio Heródoto.
Como muitos historiadores antigos, Heródoto preferia um elemento de demonstração à história puramente analítica, com o objetivo de dar prazer com "acontecimentos emocionantes, grandes dramas, exóticas bizarras." AAssim, certas passagens têm sido objeto de controvérsia e até alguma dúvida, tanto na antiguidade como hoje.
Apesar da polêmica, Heródoto serviu por muito tempo e ainda serve como a principal, muitas vezes única, fonte de eventos no mundo grego, no Império Persa e na região mais ampla nos dois séculos que antecederam seus próprios dias. Portanto, mesmo que as Histórias tenham sido criticadas em alguns aspectos desde a antiguidade, os historiadores e filósofos modernos geralmente têm uma visão mais positiva quanto à sua fonte e valor epistemológico. Heródoto é considerado de várias maneiras o "pai da antropologia comparada", "o pai da etnografia", e "mais moderno do que qualquer outro historiador antigo em sua abordagem do ideal da história total".
As descobertas feitas desde o final do século XIX geralmente aumentaram a credibilidade de Heródoto. Ele descreveu Gelonus, localizada na Cítia, como uma cidade milhares de vezes maior que Tróia; isso foi amplamente desacreditado até que foi redescoberto em 1975. O estudo arqueológico da agora submersa cidade do Egito antigo a cidade de Thonis-Heracleion e a recuperação da chamada "estela de Naucratis" dá credibilidade a Heródoto anteriormente alegação infundada de que Heracleion foi fundado durante o período do Novo Reinado egípcio.

### Babilônia

Reconstrução da Oikoumene (mundo habitado), mapa antigo baseado em Heródoto, c. 450 a.C.

Heródoto afirmou ter visitado Babilônia. A ausência de qualquer menção aos Jardins Suspensos da Babilônia em sua obra atraiu mais ataques à sua credibilidade. Em resposta, Dalley propôs que os Jardins Suspensos podem ter sido em Nínive, em vez de na Babilônia.

### Egito
A confiabilidade dos escritos de Heródoto sobre o Egito às vezes é questionada. Alan B. Lloyd argumenta que, como documento histórico, os escritos de Heródoto são seriamente defeituosos e que ele estava trabalhando a partir de "fontes inadequadas. Nielsen escreve:" Embora não possamos descartar totalmente a possibilidade de Heródoto ter estado no Egito, deve ser dito que sua narrativa dá pouco testemunho disso. O historiador alemão Detlev Fehling questiona se Heródoto alguma vez subiu o rio Nilo e considera duvidoso quase tudo o que ele diz sobre o Egito e a Etiópia. Fehling afirma que "não há o menor vestígio de história por trás de toda a história" sobre a afirmação de Heródoto de que o Faraó Sesóstris I fez campanha na Europa e que deixou uma colônia em Cólquida. Fehling conclui que as obras de Heródoto são consideradas ficção. Boedeker concorda que muito do conteúdo das obras de Heródoto são artifícios literários.
No entanto, uma recente descoberta de umnavios Baris] (descrito em As Histórias ) durante uma escavação da cidade portuária egípcia afundada de Thonis-Heracleion dá crédito às viagens e narrativas de Heródoto. A contribuição de Heródoto para a história e etnografia do antigo Egito e da África foi especialmente valorizada por vários historiadores do campo (como Constantin François de Chassebœuf], W.E.B. Du Bois, Pierre Montet, Martin Bernal, Basil Davidson, Derek A. Welsby, Henry T. Aubin). Muitos estudiosos mencionam explicitamente a confiabilidade do trabalho de Heródoto (como no vale do rio Nilo) e demonstram a corroboração dos escritos de Heródoto por estudiosos modernos. A. H. L. Heeren citou Heródoto ao longo de seu trabalho e forneceu corroboração por estudiosos a respeito de várias passagens (fonte do Nilo, localização de Meroë, etc.).
Cheikh Anta Diop fornece vários exemplos (como as inundações do Nilo) que, ele argumenta, apóiam sua visão de que Heródoto era "bastante escrupuloso, objetivo, científico para sua época". Diop argumenta que Heródoto "sempre distingue cuidadosamente entre o que viu e o que lhe foi contado". Diop também observa que Estrabão corroborou as idéias de Heródoto sobre os egípcios, etíopes e colchianos negros. Martin Bernal confiou em Heródoto "em um grau extraordinário" em seu controverso livro Black Athena.
O egiptólogo britânico Derek A. Welsby disse que "a arqueologia confirma graficamente as observações de Heródoto". Para promover seu trabalho sobre os egípcios e assírios, o historiador e escritor de ficção Henry T. Aubin usou os relatos de Heródoto em várias passagens. Para Aubin, Heródoto foi "o autor da primeira narrativa importante da história do mundo".

### Aspectos científicos
Na geografia
Heródoto fornece muitas informações sobre a natureza do mundo e o status da ciência durante sua vida, muitas vezes também se envolvendo em especulações privadas. Por exemplo, ele relata que a inundação anual do Nilo foi dita ser o resultado do derretimento da neve ao sul, e ele comenta que não consegue entender como pode haver neve na África, o parte mais quente do mundo conhecido, oferecendo uma explicação elaborada com base na forma como os ventos do deserto afetam a passagem do Sol sobre esta parte do mundo (2: 18ss). Ele também repassa relatos de marinheiros Fenícios que, enquanto Necao circunavegou a África, eles "viram o sol do lado direito enquanto navegavam para o oeste", embora, sem saber da existência do hemisfério sul, ele diz que não acredita na afirmação. Devido a esta breve menção, que é incluída quase como uma reflexão tardia, argumentou-se que a África foi circunavegada por antigos marinheiros, pois é precisamente onde o sol deveria estar. Seus relatos da Índia estão entre os mais antigos registros da civilização indiana por um estrangeiro.
Na biologia

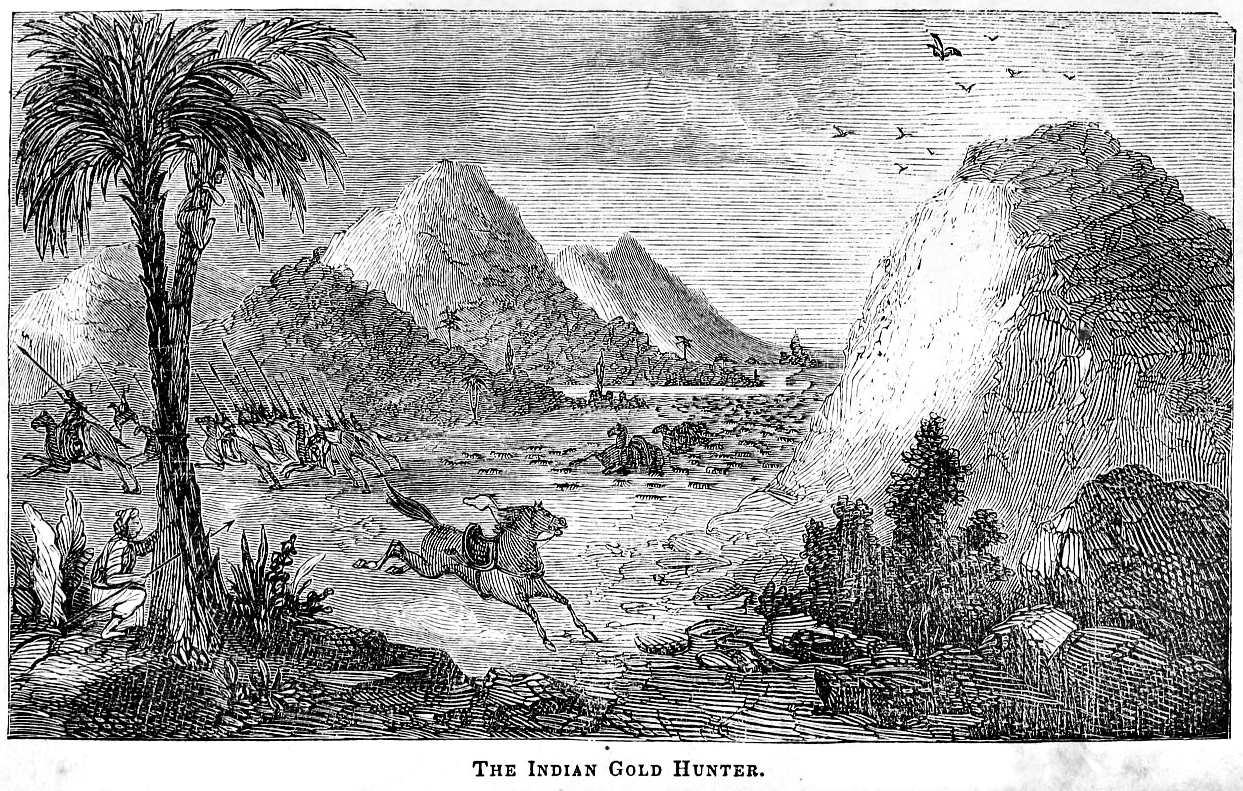
Os caçadores de ouro da Índia, após Heródoto: formigas de ouro perseguindo caçadores de ouro

Após viagens à Índia e ao Paquistão, o etnólogo francês Michel Peissel afirmou ter descoberto uma espécie animal que pode iluminar uma das passagens mais bizarras das Histórias. No Livro 3, passagens 102 a 105, Heródoto relata que uma espécie de "formigas peludas" do tamanho de uma raposa vive numa das províncias indianas do Extremo Oriente do Império Aquemênida. Essa região, relata ele, é um deserto arenoso e a areia contém uma grande quantidade de pó de ouro fino. Essas formigas gigantes, de acordo com Heródoto, muitas vezes desenterram o pó de ouro ao cavar seus montes e túneis, e as pessoas que vivem nesta província coletam o pó precioso. Mais tarde, Plínio, o Velho mencionaria essa história na seção mineração de ouro] de seu Historia Natural.

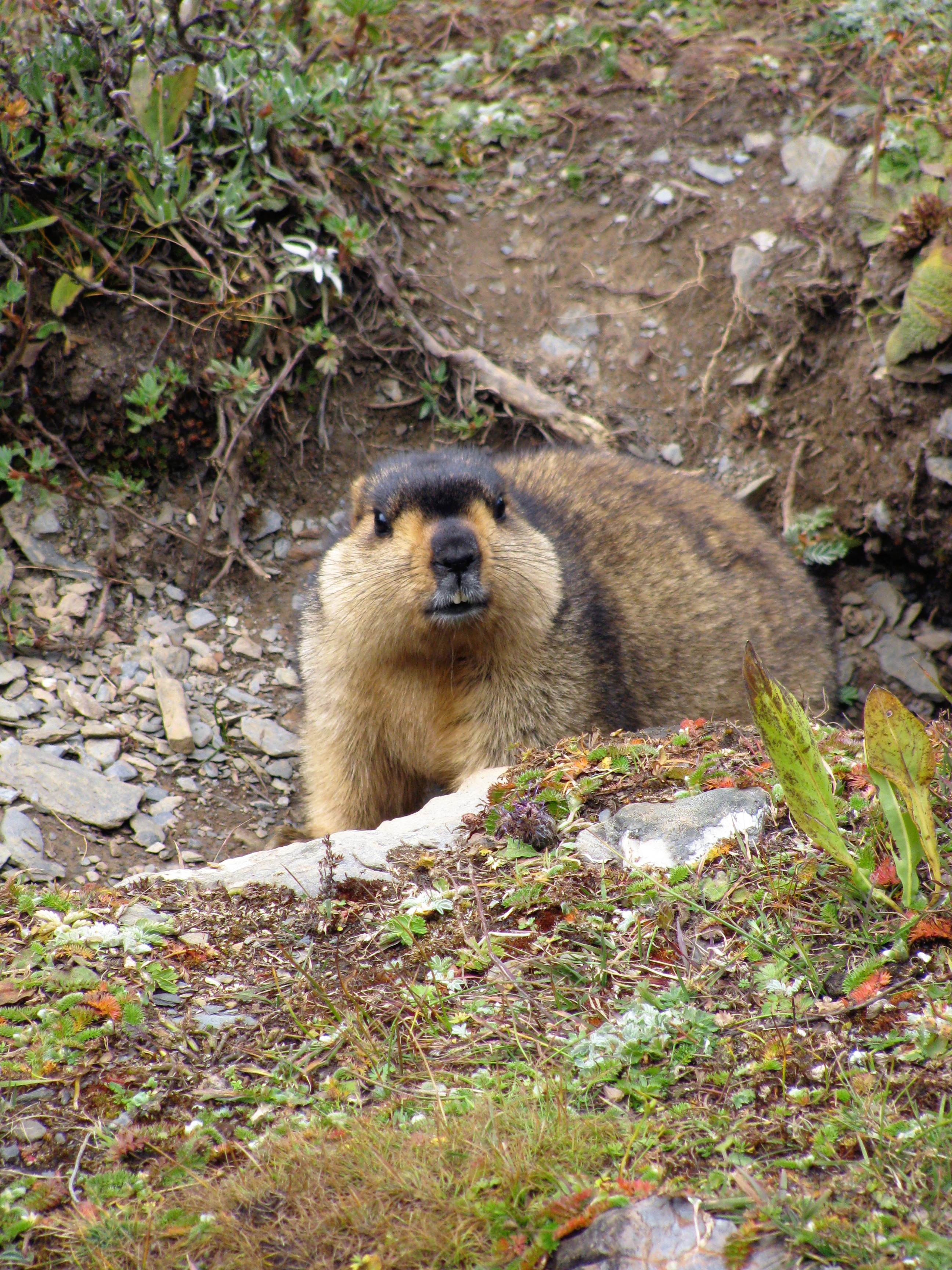
Marmota do Himalaia

Peissel relata que, em uma região isolada do norte do Paquistão no hoje Parque Nacional Deosa na província de Gilgit–Baltistan, há uma espécie de marmota himalaiana, um tipo esquilo escavador - que pode ter sido o que Heródoto chamou de formigas gigantes. O solo do Planalto Deosai é rico em ouro em pó, muito parecido com a província que Heródoto descreve. De acordo com Peissel, ele entrevistou os povos tribais Brokpa (Minaro0 que vivem no Planalto Deosai, e eles confirmaram que, há gerações, colecionam o pó de ouro que as marmotas trazem à superfície quando estão cavando suas tocas.
Peissel oferece a teoria de que Heródoto pode ter confundido a antiga palavra persa para "marmota" com a palavra para "formiga da montanha". A pesquisa sugere que Heródoto provavelmente não conhecia nenhum persa (ou qualquer outra língua, exceto seu grego nativo) e foi forçado a contar com muitos tradutores locais quando viajava no vasto Império Persa multilíngue. Heródoto não afirmou ter visto pessoalmente as criaturas que descreveu. Heródoto fez, entretanto, prosseguir na passagem 105 do Livro 3 com a afirmação de que as "formigas" perseguem e devoram camelos adultos.

### Tendenciosidade
Algumas "ficções caluniosas" foram escritas sobre Heródoto em uma obra intitulada Sobre a Malícia de Heródoto por Plutarco, um queroniano de nascimento, (ou pode ter sido um Pseudo-Plutarco, neste caso "um grande colecionador de calúnias"), incluindo a alegação de que o historiador tinha preconceito contra Tebas porque as autoridades locais lhe negaram permissão para abrir uma escola. Similarly, em uma Oração Coríntia, Dião Crisóstomo (ou ainda outro autor de pseudônimo) acusou o historiador de preconceito contra Corinto, originando-o em amargura pessoal por decepções financeiras – um relato também feito por Marcellinus em sua Vida de Tucídides. Na verdade, Heródoto tinha o hábito de buscar informações de fontes com poder dentro das comunidades, como aristocratas e padres, e isso também ocorria em nível internacional, com Atenas de Péricles tornando-se sua principal fonte de informações sobre os eventos na Grécia. Como resultado, seus relatórios sobre os eventos gregos são frequentemente influenciados pelo preconceito ateniense contra estados rivais - Tebas (Grécia) e Corinto em particular.

### Uso de fontes e autoria

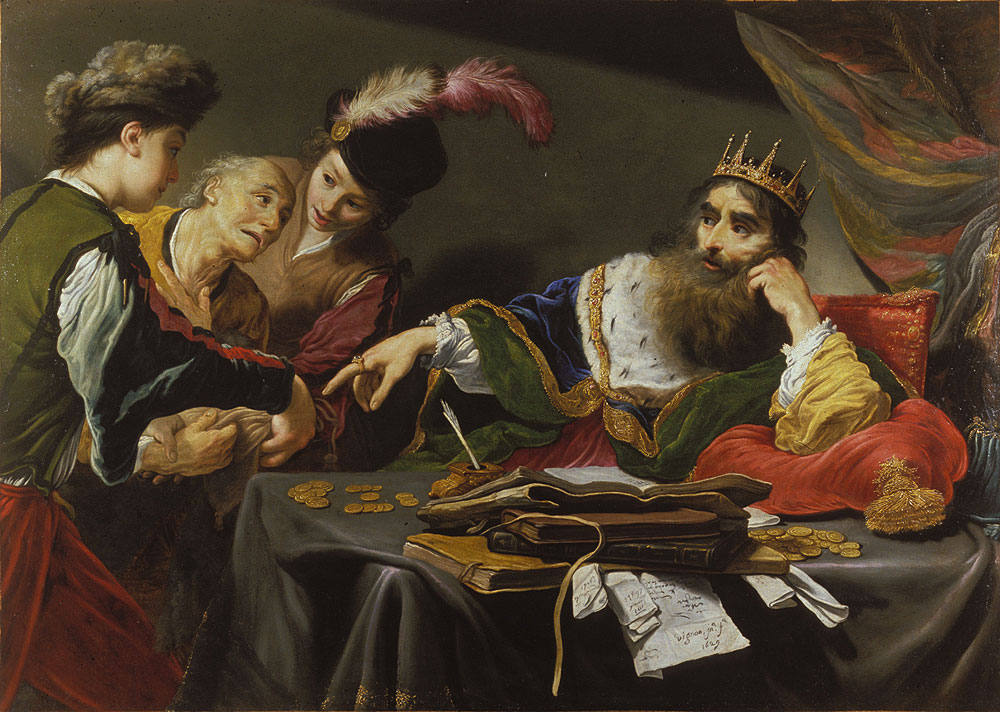
Creso recebendo homenagem de um camponês da Lídia, por Claude Vignon

Está claro desde o início do Livro 1 das Histórias que Heródoto utiliza (ou pelo menos afirma utilizar) várias fontes em sua narrativa. K. H. Waters relata que "Heródoto não trabalhou de um ponto de vista puramente helênico; ele foi acusado pelo patriota, mas um tanto imperceptível Plutarco, de ser filobarbaros, um pró-bárbaro ou pró-estrangeiro".
Heródoto às vezes relata vários relatos da mesma história. Por exemplo, no Livro 1, ele menciona os relatos fenícios e persas de Io. No entanto, Heródoto às vezes arbitra entre vários relatos: "Não vou dizer que esses eventos aconteceram de uma forma ou de outra. Em vez disso, vou apontar que o homem que eu sei com certeza começou a cometer erros contra os gregos". Mais uma vez, mais tarde, Heródoto se autodenomina uma autoridade: "Eu sei que foi assim que aconteceu porque eu mesmo ouvi dos Delfos".
Ao longo de sua obra, Heródoto tenta explicar as ações das pessoas. Falando sobre Sólon, o ateniense, Heródoto afirma que "[Sólon] partiu com o pretexto de ver o mundo, mas foi realmente para que ele não pudesse ser compelido a revogar nenhuma das leis que havia estabelecido". Novamente, na história sobre Creso e a morte de seu filho, ao falar de Adrastus (o homem que matou acidentalmente o filho de Creso), Heródoto declara: "Adrastus ... acreditando que ser o homem mais malfadado que ele já conheceu, cortar a própria garganta sobre o túmulo".

## Heródoto e mito
Embora Heródoto considerasse suas "investigações" uma busca séria de conhecimento, ele não estava acima de relatar contos divertidos derivados do corpo coletivo do mito, mas o fez judiciosamente em relação a seu método histórico, corroborando as histórias por meio de investigação e testando sua probabilidade. Embora os deuses nunca façam aparições pessoais em seu relato dos acontecimentos humanos, Heródoto afirma enfaticamente que "muitas coisas me provam que os deuses participam dos negócios do homem" (IX, 100).
No Livro Um, passagens 23 e 24, Heródoto relata a história de Árion, o renomado tocador de harpa, "incomparável a nenhum homem que vivia naquela época", que foi salvo por um golfinho. Heródoto inicia a história observando que "uma coisa muito maravilhosa aconteceu" e alega sua veracidade acrescentando que "os coríntios e as lésbicas concordam em seu relato sobre o assunto". Tendo ficado muito rico enquanto estava na corte de Periandro, Arion teve o desejo de navegar para a Itália e a Sicília. Ele alugou uma embarcação tripulada pelo Corinthians, em quem sentiu que podia confiar, mas os marinheiros conspiraram para jogá-lo ao mar e confiscar seus bens. Arion descobriu a trama e implorou por sua vida, mas a tripulação deu-lhe duas opções: que se matasse no local ou pule do navio e se defenda no mar. Arion se jogou na água, e um golfinho o carregou para a costa.
Heródoto escreve claramente como historiador e contador de contos. Heródoto assume uma posição fluida entre a trama de histórias artísticas de Homero e a contabilidade racional de dados de historiadores posteriores. John Herington desenvolveu uma metáfora útil para descrever a posição dinâmica de Heródoto na história da arte e do pensamento ocidental - Heródoto como centauro:
A parte dianteira humana do animal ... é o historiador clássico urbano e responsável; o corpo indissoluvelmente unido a ele é algo saído das montanhas longínquas, de um reino mais antigo, mais livre e selvagem onde nossas convenções não têm força.
Heródoto não é um mero coletor de dados nem um simples contador de histórias - ele é ambos. Embora Heródoto esteja certamente preocupado em dar relatos precisos dos eventos, isso não o impede de inserir poderosos elementos mitológicos em sua narrativa, elementos que o ajudarão a expressar a verdade dos assuntos sob seu estudo. Assim, para compreender o que Heródoto está fazendo nas Histórias, não devemos impor demarcações estritas entre o homem como mitólogo e o homem como historiador, ou entre a obra como mito e a obra como história. Como escreveu James Romm, Heródoto trabalhou sob uma suposição cultural grega antiga comum de que a maneira como os eventos são lembrados e recontados (por exemplo, em mitos ou lendas) produz um tipo válido de compreensão, mesmo quando essa recontagem não é inteiramente factual. Para Heródoto, então, é preciso tanto mito quanto história para produzir um entendimento verdadeiro.

## Sumário

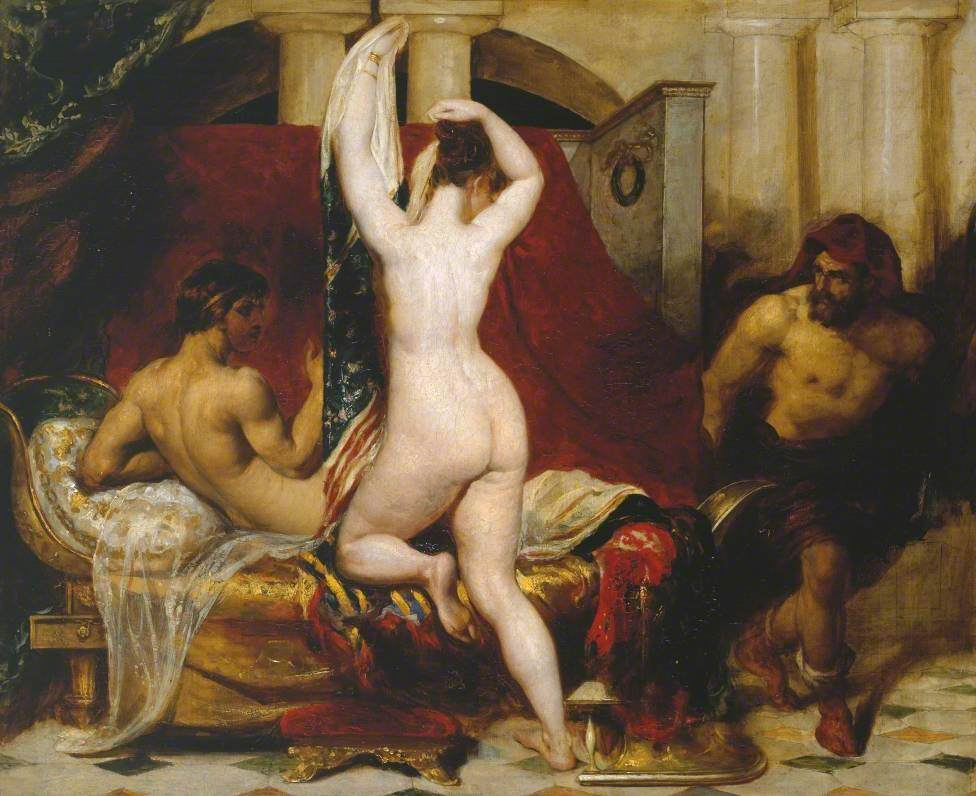
Candaules, rei da Lídia, mostra sua esposa furtivamente a Gyges, um de seus ministros, quando ela vai para a cama, por William Etty (1830)

### Livro I (Clio)
- Os estupros de Io, Europa e Medeia, que motivou Páris a abduzir Helena de Troia. A subsequente Guerra de Troia é marcada como um precursor de conflitos posteriores entre povos da Ásia e da Europa. (Heródoto -1 -1 & 5)[79]
- Cólquida, Cólquidos e Medeia.
- Os governantes de Lídia (na costa oeste da Ásia Menor, hoje moderna Turquia): Candaules, Giges da Lídia, Árdis II, Sadyattes, Alíates, Croesus (Heródoto 1 - 6 & 7)
- Como Candaules fez seu guarda-costas, Giges da Lídia, ver o corpo nu de sua esposa. Após a descoberta, ela ordenou que Gyges assassinasse Candaules ou enfrentaria a morte ele mesmo.
- Como Gyges conquistou o reino de Candaules (Heródoto 1 - 8 & 13)
- O passeio do cantor Arion no golfinho (Heródoto 1 - 1 -23 & 24)
- A resposta de Solon à pergunta de Creso de que Tellus (Antiga Atenas) era a pessoa mais feliz do mundo (Heródoto 1 - 1 -29 & 33)
- Os esforços de Creso para proteger seu filho Átis, a morte acidental de seu filho por Adrasto (filho de Górdio) Heródoto – 1 34 & 44)* Teste dos oráculos de Creso (Heródoto – 1 - 46 & 54)
- A resposta do Oráculo de Delfos sobre se Creso deveria atacar os Persas (famoso por sua ambigüidade): Se você atacar, um grande império cairá
- Pisístrato sobe e desce do poder como tirano de Atenas (Heródoto - 1| 1 | 59 & 54)
- A ascensão de Esparta (Heródoto - 1| 1 | 65 & 68)

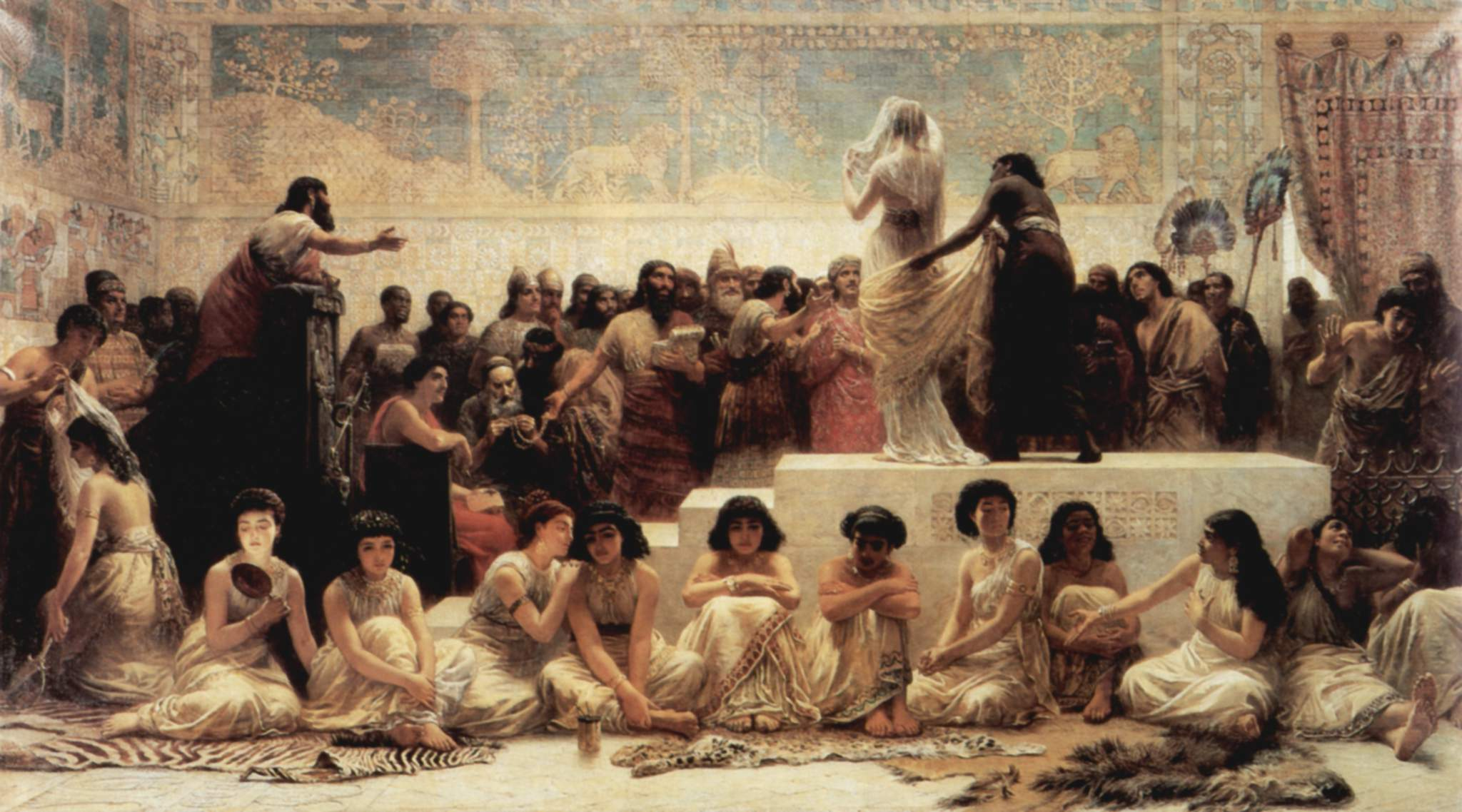
Interpretação de 1875 de Edwin Long de The Babylonian Marriage Market conforme descrito por Heródoto no Livro 1 das Histórias

- Uma descrição da localização geográfica de várias tribos da Anatólia, incluindo os Capadócios, Matieni, Frígios e Paflagonianos. (Heródoto - 1| 1 | 72)
- A Batalha de Hális (do eclipse); Tales de Mileto prevê o eclipse solar de 28 de maio de 585 a.C. (Heródoto - 1 - 74)
- A derrota de Creso por Ciro II da Pérsia, e como ele mais tarde se tornou conselheiro de Ciro (Heródoto -1 -70 & 92)
- A descida do mar Tirreno dos Lídios: "Então, um grupo, tendo sorteado a sorte, deixou o país e desceu a Esmirna e construiu navios, nos quais carregaram todas as suas mercadorias que podiam ser transportadas a bordo do navio, e partiu em busca um meio de vida e um país; até que, finalmente, após peregrinarem com um povo após o outro, eles vieram para Ombrici, onde fundaram cidades e viveram desde então. Eles não se chamavam mais de lídios, mas de tirrenos, em homenagem ao rei filho que os conduziu até lá ". (Heródoto -1 -94)[80]
- Os governantes dos Medos: Deéjoces, Fraortes, Ciaxares, Astíages, Ciro II (Heródoto - 1 - 95 & 144)
- A ascensão dos Deioces sobre os Medos
- Astíages tentativa de destruir Cyrus e a ascensão de Ciro ao poder
- Harpagus enganado para comer seu filho, sua vingança contra Astíages ajudando Ciro
- A cultura dos persas
- A história e geografia da Jônia, e os ataques de Harpagus a essa nação
- Pactyes convence os lídios a se revoltarem. A rebelião falha e ele busca refúgio em Mazares em Cime (Eólia)
- A cultura da Assíria, especialmente o design e a melhoria da cidade de Babilônia e os costumes de seu povo
- O ataque de Ciro à Babilônia, incluindo sua vingança no rio Gyndes e seu famoso método para entrar na cidade
- O ataque malfadado de Ciroaos Masságetas, levando à sua morte.

### Livro II (Euterpe)

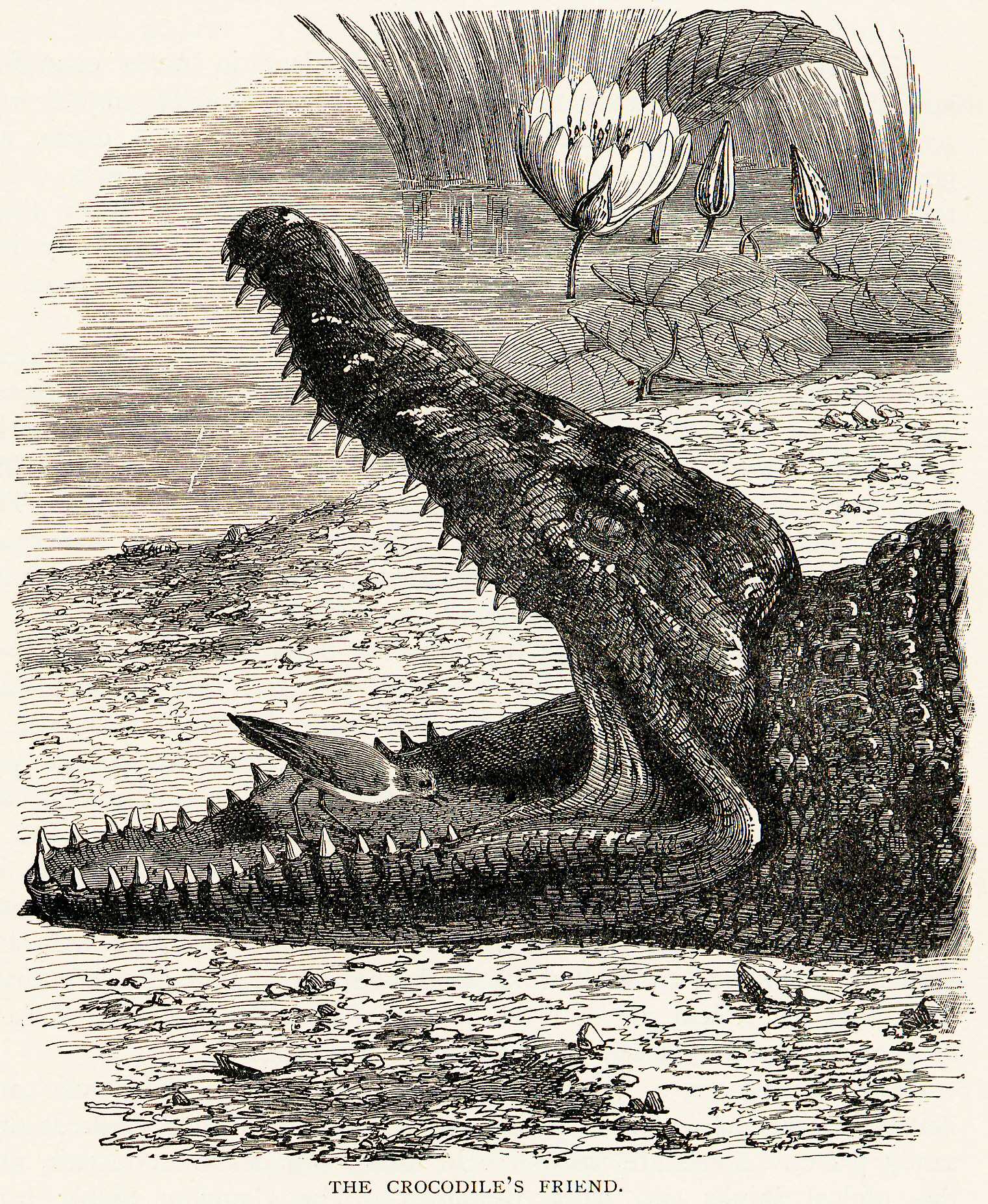
Heródoto (Livro II, 68) afirmou que o pássaro trochilo visitou o crocodilo, que abriu sua boca no que agora seria chamado de simbiose de limpeza para comer sanguessugas. Uma pesquisa moderna das evidências encontra apenas relatos ocasionais dessas aves "removendo sanguessugas da boca e das placas gulares e atacando insetos ao longo do corpo do réptil". Desenho de Henry Scherren, 1906

- A prova da antiguidade dos Frígios pelo uso de crianças não expostas à linguagem
- A geografia, os costumes e a história do Antigo (Seções 2 a 182)
- Especulações sobre o rio Nilo (Seções 2-34)
- As práticas religiosas do Egito, especialmente porque diferem dos gregos (seções 35–64)
- Os animais do Egito: gatos, cães, crocodilo s, lontra s, Fênix (mitologia]], Serpente sagrada, serpente alada, íbis
- A cultura do Egito: medicina, rituais fúnebres, comida, barcos[82]
- Os reis do Egito: Menés, Nitócris, Mœris, Sesóstris I, Pheron, Proteus
- Helena de Esparta e a estada de Páris no Egito, pouco antes da Guerra de Troia (Heródoto – 1 - 112 & 120)[83]
- Mais reis do Egito: Rhampsinit (e a história do ladrão inteligente), Quéops (e a construção da Grande Pirâmide de Gizé usando máquinas (“A Máquina de Heródoto”), Quéfren, Miquerinos, Asychis, Anysis, Seti
- A linha dos sacerdotes
- O Labirinto egípcio
- Mais reis do Egito: os doze, Psamético I (e sua ascensão ao poder), Necao II, Psamético II, Apries, Amósis II (e sua ascensão ao poder)

### Livro III (Talia)
- Cambises II (filho de Ciro II, o grande) ataque ao Egito e a derrota do rei egípcio Psamético III.
- Ataque abortado de Cambises ao Reino de Cuxe, hoje Etiópia
- A loucura de Cambises
- A boa sorte de Polícrates, rei de Samos
- Periandro, o rei de Corinto e Corfu, e seu filho obstinado
- A revolta dos dois Magos no Pérsia e a morte de Cambises
- A conspiração dos sete para remover os Magos
- A ascensão de Dario I, o Grande]
- Os vinte Sátrapas
- A cultura da Índia e seu método de coleta de ouro
- A cultura da Arábia e seu método de coleta de especiarias
- O vale inundado com cinco portões
- Esquema de Orœtes (governador de Sárdis) contra Polícrates
- O médico Demócedes
- A ascensão do governador de Syloson de Samos
- A revolta de Babilônia e sua derrota pelo esquema de Zópiro

### Livro IV (Melpômene)
- A história da Cítia nas (da terra ao norte do mar Negro
- O poeta milagroso Aristeas de Proconeso
- A geografia da Cítia
- Os habitantes de regiões além da Cítia: Sármatas, Budini, Thyssagetae, Argippaeans, Issedones, Arimaspos, Hioerbóreos
- Uma comparação da Líbia (África), Ásia e Europa
- Os rios da Cítia: o Ister (Danúbio), o Tyras Dniester, o Hypanis, o Boristenes (Dnieper), o Inhul (Panticapes), o Hypacyris, o Molochna (Gerrhu) e o Tánais (Dom)
- A cultura dos citas: religião, ritos fúnebres, xenofobia (as histórias de Anacharsis e Cilas), população (seções 59-81)

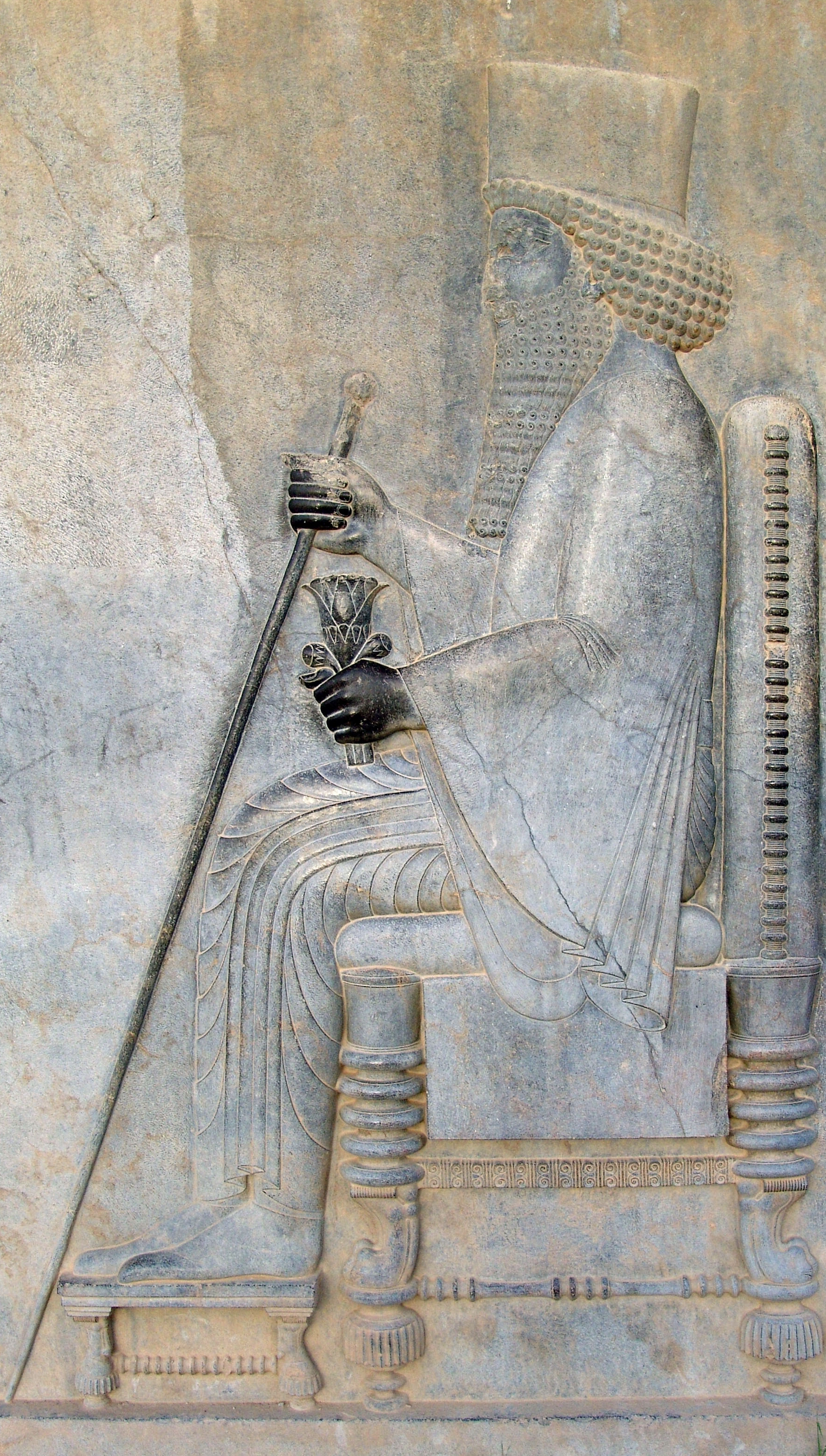
Alto-relevo de Dario, Persépolis

- O início do ataque de Dario à Cítia, incluindo a ponte flutuante sobre o Bósforo
- A adoração brutal de Zalmoxis pelos Getos
- Os costumes dos povos vizinhos: Tauri, Agathyrsi, Neuri, Andrófagos (comedores de homens), Melanchlaenos, Geloni, Budini, Sauromatas
- O cortejo do Amazonas pelos citas, formando os Sauromatae
- O ataque fracassado de Dario à Cítia e a consequente retirada
- A história dos Minyæ (descendentes dos Argonautas) e a fundação da Cirene
- Lista dos Reis de Cirene Battus I, Arcesilaus I, Battus II, Arcesilaus II, attus III (e as reformas de Demonax (legislador), Arcesilaus II(e sua fuga, restauração e assassinato), Battus IV e Arcesilaus IV (sua revolta e morte)
- Os povos da Líbia de leste a oeste
- A vingança da mãe de Arcesilau (Pheretima, rainha cirenaiana)

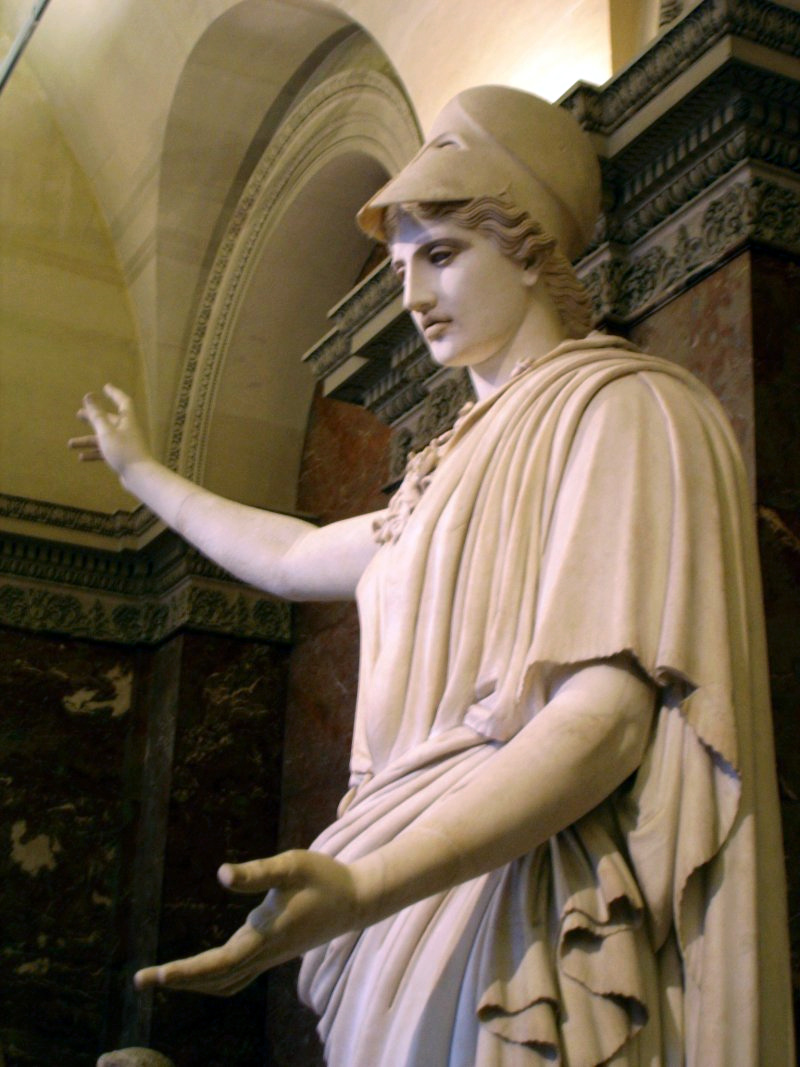
Estátua de Atena, a deusa padroeira de Atenas

### Livro V (Terpsícore)
- O ataque aos trácios por Megabazus
- A remoção dos peonianos para a Ásia
- O massacre dos enviados persas por Alexandre I da Macedônia
- O ataque fracassado aos Naxianos por Aristágoras, tirano de Mileto
- A revolta de Mileto contra a Pérsia
- O histórico de Cleomenes I, rei de Esparta, e seu meio-irmão Dorieus
- A descrição da Estrada Real persa de Sardis para Susa
- A introdução de escrita na Grécia pelos fenícios
- A libertação de Atenas por Esparta e seus ataques subsequentes a Atenas
- A reorganização das tribos atenienses por Clístenes
- O ataque a Atenas pelos Tebanos e Eginetans
- Os antecedentes dos tiranos de Corinto Cypselus e seu filho Periandro
- Pedido fracassado de Aristágoras por ajuda de Esparta e tentativa bem-sucedida com Atenas
- A queima de Sardis e o voto de vingança de Dario contra os atenienses
- Tentativas da Pérsia de reprimir a revolta jônica

### Livro VI (Érato)
- A fuga de Histieu para Quios

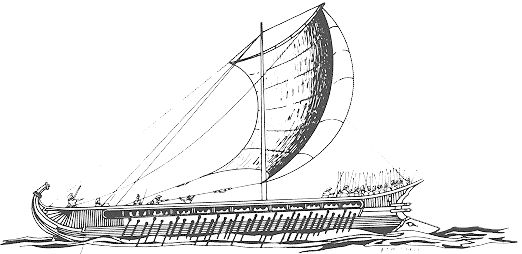
Trirreme Grega

- O treinamento da frota da Jônia n por Dionísio de Foceia
- O abandono da frota Jônica pelos Samianos durante a batalha
- A derrota da frota jônica pelos persas
- A captura e morte de Histiaeus por Hárpago
- A invasão das terras gregas sob Mardônio e a escravidão da Macedônia
- A destruição de 300 navios da frota de Mardônio perto do Monte Atos

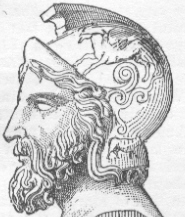
Milciades

- A ordem de Dario que os gregos fornecessem a ele “terra e água”, na qual a maioria concorda, incluindo Egina
- O pedido ateniense de assistência de Cleômenes de Esparta para lidar com os traidores
- A história por trás de Esparta com dois reis e seus poderes
- O destronamento de Demarato, o outro rei de Esparta, devido à sua suposta linhagem falsa
- A prisão dos traidores em Aegina por Cleomenes e o novo rei Leotychides
- O suicídio de Cleomenes em um ataque de loucura, possivelmente causado por sua guerra com antiga Argos, por beber vinho sem mistura ou por seu envolvimento na destronação de Demarato
- A batalha entre Aegina e Atenas
- A tomada de Erétria pelos persas depois que os eretrianos enviaram ajuda ateniense
- Fidípides encontro com o deus Pan em uma jornada para Esparta para pedir ajuda
- A assistência dos Plateeanos e a história por trás de sua aliança com Atenas
- A vitória ateniense na Batalha de Maratona, liderada por Milcíades e outros estrategidos[84]
- Os espartanos chegaram atrasados para ajudar Atenas
- A história dos Alcmeônidas e como eles surgiram sobre sua riqueza e status
- A morte de Miltíades após um ataque fracassado em Paros e a tomada bem-sucedida de Lemnos

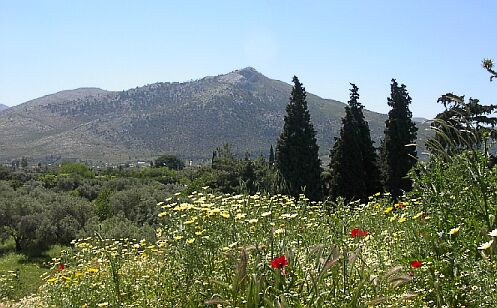
A planície de Maratona hoje

### Livro VII (Polímnia)
- Concentração de um exército por Dario I da Pérsia após saber sobre a derrota na Batalha de Maratona (Heródoto – 1 – 7)
- Disputa entre Ariamenes e Xerxes I sobre qual filho deveria suceder Dario na qual Xerxes é escolhido (Heródoto – 1 – 7 -2)
- Morte de Dario em 486 AC (Heródoto – 1 -7 -4)
- A derrota dos rebeldes egípcios por Xerxes
- O conselho dado a Xerxes sobre a invasão da Grécia: Mardônio pela invasão, contra Artabano (Heródoto 7 -9 -10)

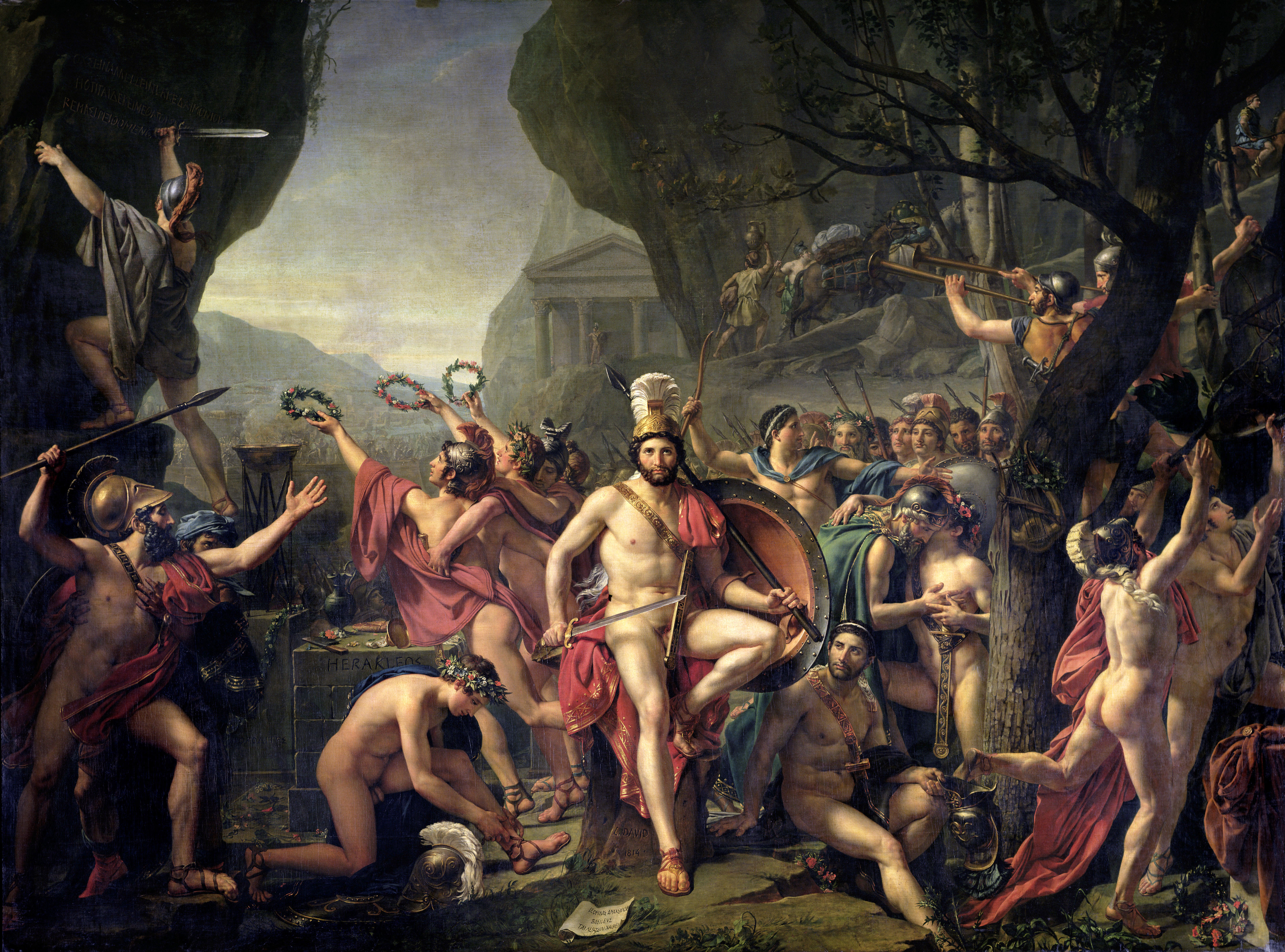
Leonidas nas Termópilas, por Jacques-Louis David (1814)

- Os sonhos de Xerxes nos quais um fantasma o amedronta e a Artabano fazendo-o escolher a invasão
- Os preparativos para a guerra, incluindo a construção do Canal de Xerxes e das Pontes de pontão de Xerxes através do Helesponto
- A oferta de Pythius de dar a Xerxes todo o seu dinheiro, com que Xerxes o recompensa
- O pedido de Pythius para permitir que um filho ficasse em casa, a raiva de Xerxes, e a marcha entre as metades massacradas dos filhos de Pythiusns em Abidos, Helesponto.
- A aliança com a Pérsia de muitos estados gregos, incluindo Tessália, Tebas (Grécia), e antiga Argos
- A recusa de ajuda após negociações por Gelão de Siracusa, e de Creta
- A destruição de 400 navios persas devido a uma tempestade
- A pequena força grega (aproximadamente 7 mil) liderada por Leônidas I, enviada para Termópilas para atrasar o exército persa.
- A Batalha das Termópilas na qual os gregos mantêm o passe por 3 dias
- A passagem secreta divulgada por Efialtes (filho de Euridemo), que Hydarnes II usou para liderar as forças armênias ao redor das montanhas para cercar os gregos
- A retirada de todos, exceto os espartanos, Téspias e os tebanos (forçados a ficar pelos espartanos).
- A derrota grega e a ordem de Xerxes de remover a cabeça de Leônidas e anexar seu torso a uma cruz

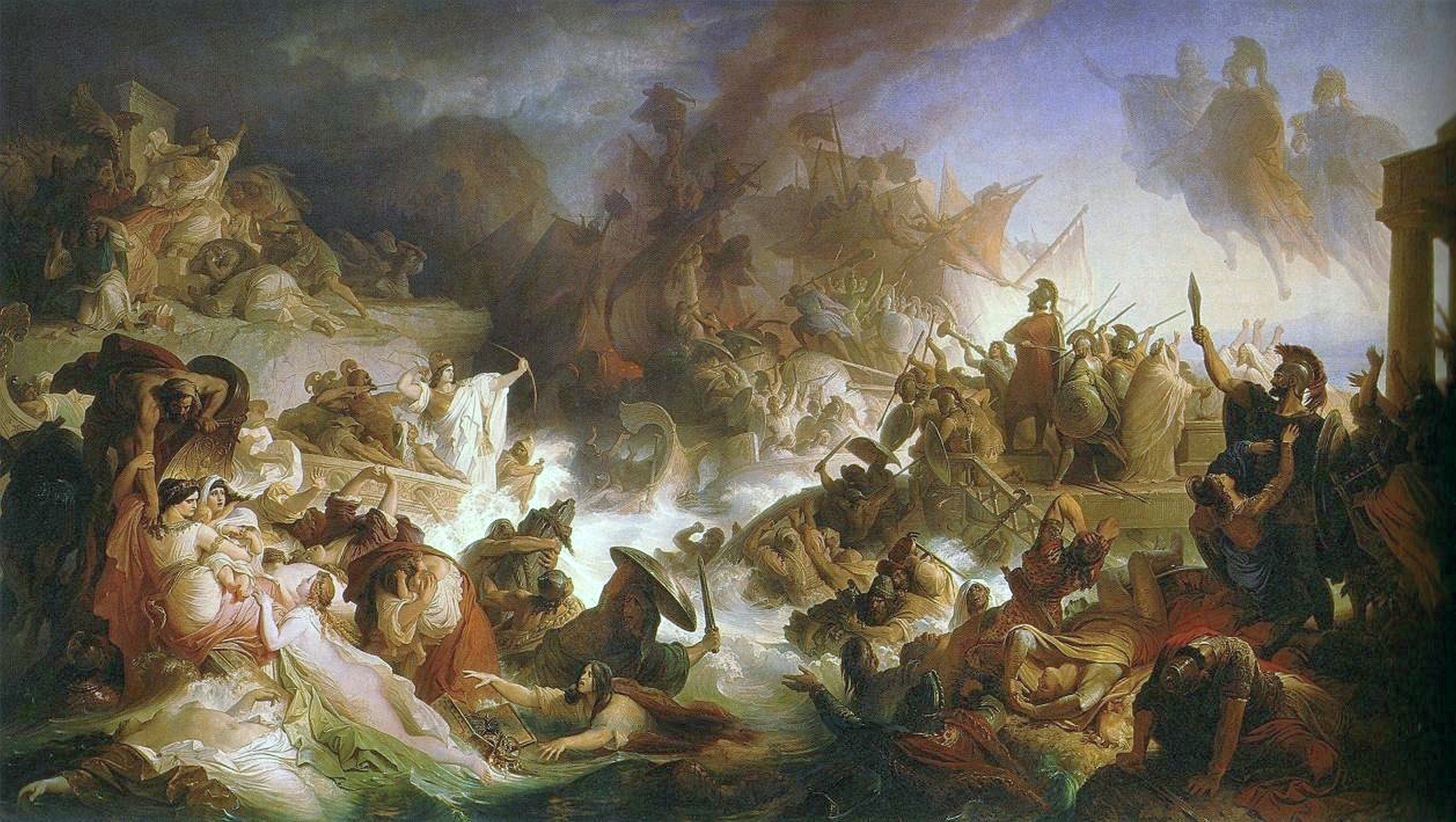
A Batalha de Salamina, por Wilhelm von Kaulbach (1868)

### Livro VIII (Urânia)
- A frota grega é liderada por Euribíades, um comandante espartano que liderou a frota grega após a reunião no istmo 481 a.C.,
- A destruição pela tempestade de duzentos navios enviados para impedir a fuga dos gregos
- A retirada da frota grega após a notícia de uma derrota na Batalha das Termópilas
- O resgate sobrenatural de Delfos de um ataque persa
- A evacuação de Atenas assistida pela frota
- O reforço da frota grega na Salamina, elevando o total de navios para 378
- A destruição de Atenas pela força terrestre persa após dificuldades com aqueles que permaneceram
- A Batalha de Salamina, os gregos levam vantagem devido à melhor organização, e menos perdas devido à habilidade de nadar
- A descrição do Angarum, o local de equitação persa
- A elevação a favor de Artemisia I da Cária, a comandante mulher persa, e seu conselho a Xerxes em favor do retorno à Pérsia

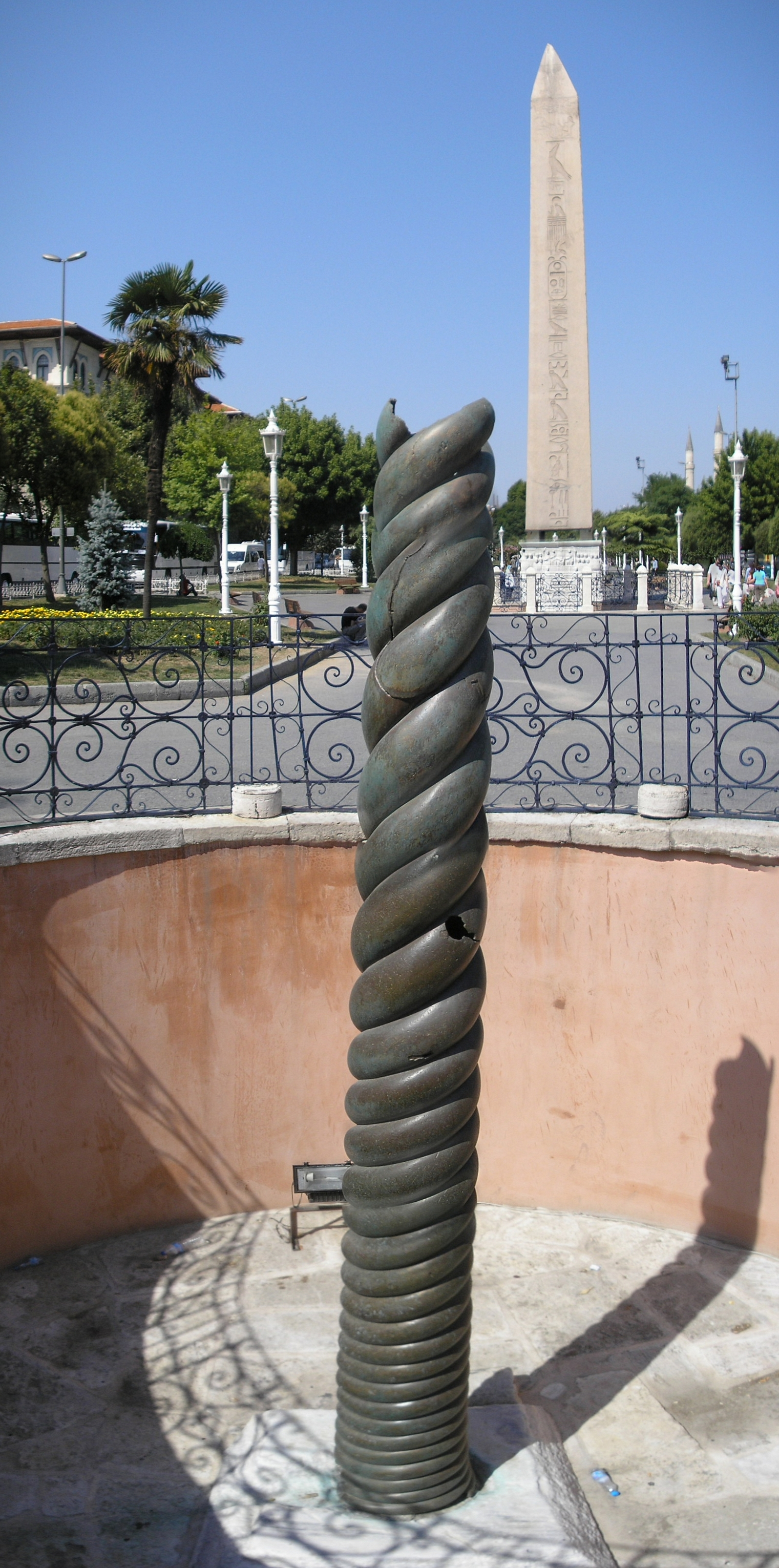
Coluna Serpentina dedicada pelos gregos vitoriosos em Delfos, posteriormente transferida para Constantinopla

- A vingança de Hermotimus de Pedasa]], eunuco chefe de Xerxes eunuco, contra Panioniu.
- O ataque a Andros por Temístocles, o comandante da frota ateniense e o mais valente grego em Salamina
- A fuga de Xerxes e deixar para trás 300 mil soldados escolhidos sob o comando de Mardónio na Tessália
- A ascendência de Alexandre I da Macedônia, incluindo Pérdicas
- A recusa de uma tentativa de Alexandre de buscar uma aliança persa com Atenas

### Livro IX (Calíope)
- A segunda tomada de uma Atenas evacuada
- A evacuação para Tebas por Mardônio após o envio de tropas Lacedemônios
- O assassinato de Masistius, líder da cavalaria persa, pelos atenienses
- O aviso de aos gregos sobre um ataque iminente
- A morte de Mardônio por Aeimnestus
- Os persas recuam para Tebas, onde são posteriormente massacrados (Batalha de Plateias)
- A descrição e divisão dos despojos
- A fuga rápida de Artabazo I da Frígia para a Ásia.
- A derrota persa em Jônia pela frota grega (Batalha de Micale), e a revolta jônica
- A mutilação da esposa de Masistes ordenada por Améstris, esposa de Xerxes
- A morte de Masistes após sua intenção de rebelião
- O bloqueio ateniense de Sesto (Trácia) e a captura de Artayctes
- A sugestão abortiva dos persas para que Cyrus migrasse da rochosa Persis

## Críticas textuais
- Herodotus (1908) [c. 430 bc].  Hude, C., ed. Herodoti Historiae. Oxford, UK: Oxford University Press
- Herodotus (1908) [c. 430 bc].  Hude, C., ed. Herodoti Historiae. Oxford, UK: Oxford University Press

- Herodotus (1987) [c. 430 bc].  Rosén, H.B., ed. Herodoti Historiae. Volume I: Libros I-IV continens. Leipzig, DE: [s.n.]
- Herodotus (1997) [c. 430 bc].  Rosén, H.B., ed. Herodoti Historiae. Volume II: Libros V-IX continens indicibus criticis adiectis. Stuttgart, DE: [s.n.]

- Herodotus (2015) [c. 430 bc].  Wilson, N.G., ed. Herodoti Historiae. Oxford, UK: Oxford University Press
- Herodotus (2015) [c. 430 bc].  Wilson, N.G., ed. Herodoti Historiae. Oxford, UK: Oxford University Press

## Traduções
- Herodotus (1849) [c. 430 bc]. Histories (full text). Traduzido por Cary, H. [S.l.: s.n.]  – via Internet Archive (archive.org)

- Herodotus (1858). Book I – Book IX (full text, all books). Traduzido por Rawlinson, G. [S.l.: s.n.]  – via classics.mit.edu

- Herodotus (1904). Histories (full text). Traduzido por Macaulay, G.C. [S.l.: s.n.]  – via Project Gutenberg (gutenberg.org)
  - vol. 1. [S.l.: s.n.]
  - vol. 2. [S.l.: s.n.]

- Herodotus (1920–1925). «Histories» (full text). Traduzido por Godley, Alfred Denis. Cambridge, MA
  - vol. 1. librivox (audiobook)
  - vol. 2. librivox (audiobook)
  - vol. 3. librivox (audiobook)

-   - Volume I : Books 1–2. [S.l.: s.n.] 1920

- - Volume II : Books 3–4. [S.l.: s.n.] 1921
  - Volume III : Books 5–7. [S.l.: s.n.] 1922
  - Volume IV : Books 8–9. [S.l.: s.n.] 1925

- Herodotus (1954) [c. 430 bc, 1972, 1996, 2003].  Burn, A.R.; Marincola, John, eds. The Histories. Traduzido por de Sélincourt, A. revised once ed. [S.l.: s.n.]
  - Herodotus (1958) [c. 430 bc]. The Histories. Traduzido por Carter, Harry. [S.l.: s.n.]

- Herodotus (1985) [c. 430 bc]. The Histories. Traduzido por Grene, D. [S.l.: s.n.]
- Herodotus (1992) [c. 430 bc]. The Histories. Traduzido por Blanco, Walter; Roberts, J.T. [S.l.: s.n.]
- Herodotus (1998) [c. 430 bc]. The Histories. Traduzido por Waterfield, R. [S.l.: s.n.]
- Herodotus (2003) [c. 430 bc]. The Histories (full text). [S.l.: s.n.]
- Herodotus (2007) [c. 430 bc].  Strassler, Robert B., ed. The Histories. [S.l.: s.n.]
- Herodotus (2013) [c. 430 bc]. The Histories. Traduzido por Holland, Tom. [S.l.]: The Penguin Group
- Herodotus (2014) [c. 430 bc]. The Histories. Traduzido por Mensch, Pamela. with notes by James Romm. [S.l.: s.n.]

## Manuscritos
- Papyrus Oxyrhynchus 18
- Papyrus Oxyrhynchus 19
- Papyrus Oxyrhynchus 2099, início século II; VIII

## Cultura popular
Romances históricos a partir de materiais de Heródoto
- Kapuściński, R. Travels with Herodotus. [S.l.: s.n.]

- Pressfield, S. Gates of Fire. [S.l.: s.n.] Novel has the Battle of Thermopylae from Book VII as its centrepiece.

- Prus, B. Pharaoh. [S.l.: s.n.] Incorporates the Labyrinth scenes inspired by Herodotus' description in Book II of The Histories.

- Vidal, G. Creation. [S.l.: s.n.] Interprets many scenes from the Persian viewpoint.
- Wolfe, G. Soldier of the Mist. [S.l.: s.n.] First of a series of novels by a popular fantasy author.